# Sint-Donatus en Antoniuskapel

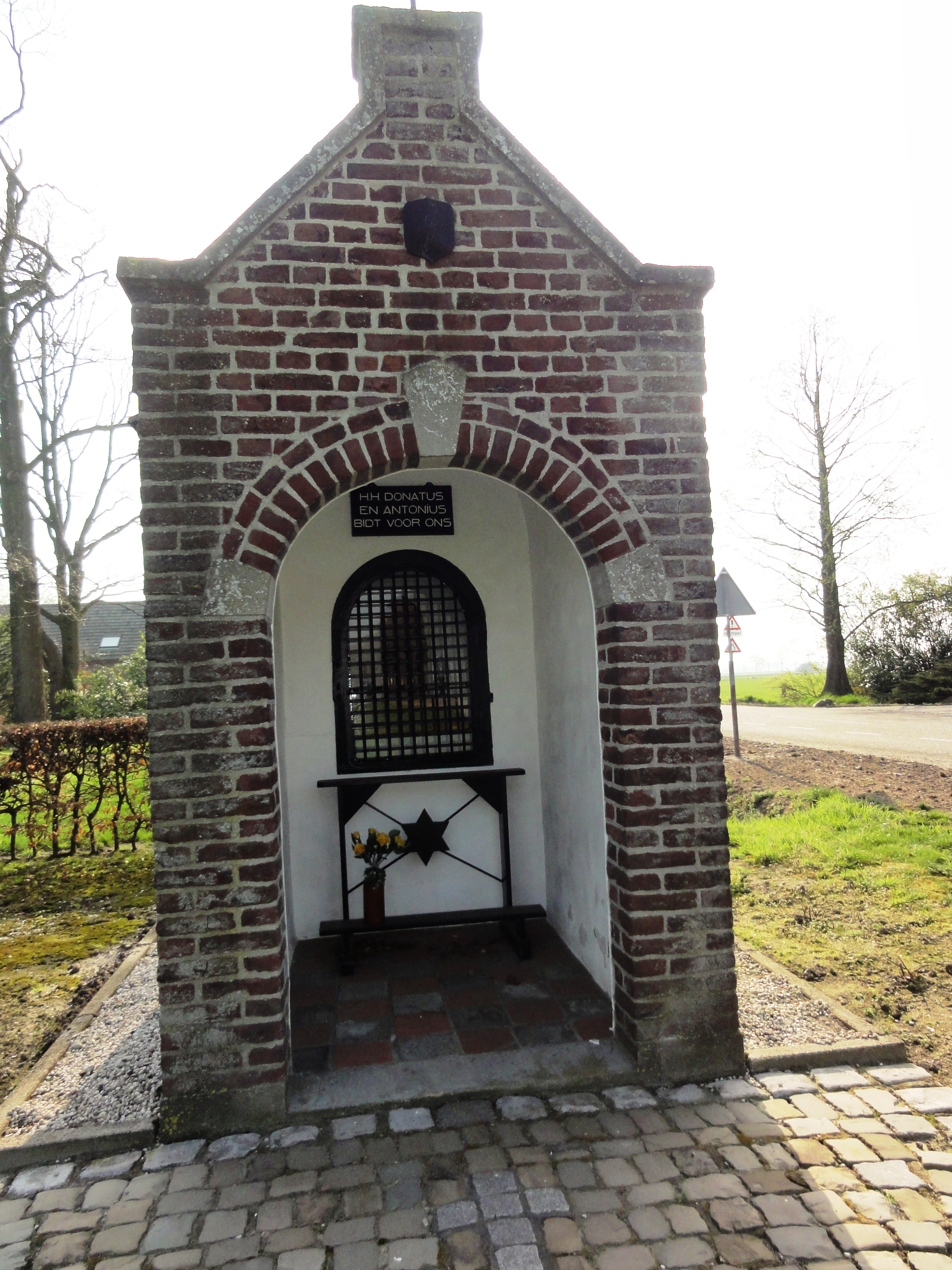
De Sint-Donatus en Antoniuskapel

De Sint-Donatus en Antoniuskapel is een kapel in Veulen in de Nederlands Noord-Limburgse gemeente Venray. De kapel staat aan de Veulenseweg bij nummer 37. Op ongeveer 600 meter naar het zuidoosten staat de Onze-Lieve-Vrouw-van-Fatimakapel en op ongeveer 525 meter naar het zuidwesten staat de Sint-Antonius van Paduakerk.
De kapel is gewijd aan Donatus van Münstereifel en Antonius van Padua.

## Geschiedenis
In 1900 werd de kapel gebouwd door Grad van Rens. Toen hij in Duitsland onderweg was werd hij overvallen door hevig onweer. Hij maakte toen de belofte om een kapel te bouwen indien hij het onweer zou overleven. Hij overleefde het onweer en liet vervolgens een kabel bouwen ter ere van Sint-Donatus, de beschermheilige tegen onweer.
Voor de Tweede Wereldoorlog stonden er vier heiligenbeeldjes in de kapel, namelijk van Donatus, Antonius, Maria en een Heilig-Hartbeeld. Na de oorlog stond lange tijd alleen een beeld van de heilige Donatus in de kapel, waar later een Antoniusbeeld werd bijgeplaatst.
In 1988 werd de kapel gerenoveerd.

## Bouwwerk
De rode bakstenen kapel is opgetrokken op een rechthoekig plattegrond en wordt gedekt door een verzonken zadeldak met leien. De frontgevel en achtergevel zijn tuitgevels met schouderstukken met op de top van de frontgevel een smeedijzeren kruis en op de achtergevel een windvaan met hierop een schaap. Hoog in de frontgevel is een metalen schild met afbeelding van een bliksemschicht aangebracht. In de frontgevel bevindt zich de rondboogvormige toegang met grijze sluitsteen en aanzetstenen, waarbij in de aanzetstenen het jaartal 1900 gegraveerd is en in de sluitsteen G.V.R..
Van binnen is de kapel wit gepleisterd en tegen de achterwand is een knielbank geplaatst. In de achterwand is een rondboogvormige nis aangebracht die afgesloten wordt met traliewerk en glas. In de nis staan de beelden van de heiligen Donatus en Antonius, waarbij Donatus getoond wordt in zijn Romeinse legeruniform en Antonius een pij aanheeft en op de arm het kindje Jezus draagt. Boven de nis is een tekstbord aangebracht met daarop de tekst:

H.H. DONATUS
EN ANTONIUS
BIDT VOOR ONS